# Dîcikî, Rohatîn
Dîcikî (în ucraineană Дички) este localitatea de reședință a comunei Dîcikî din raionul Rohatîn, regiunea Ivano-Frankivsk, Ucraina.

## Demografie
Componența lingvistică a localității Dîcikî
     Ucraineană (100%)
Conform recensământului din 2001, toată populația localității Dîcikî era vorbitoare de ucraineană (100%).